# Майкен Папе
Майкен Папе (дан. Maiken Pape; нар. 20 лютого 1978) — колишня данська тенісистка.
Здобула 4 парні титули туру ITF.
Завершила кар'єру 1999 року.

## Загальна статистика
Statistics accurate as of match played 8 червня 2013
| Club          | Сезон         | Division      | League | League | Cup  | Cup   | Всього | Всього |
| Club          | Сезон         | Division      | Apps   | Goals  | Apps | Goals | Apps   | Goals  |
| ------------- | ------------- | ------------- | ------ | ------ | ---- | ----- | ------ | ------ |
| 2009          | Stabæk        | Toppserien    | 15     | 9      | 1    | 0     | 16     | 9      |
| 2010          | Stabæk        | Toppserien    | 14     | 11     | 1    | 0     | 15     | 11     |
| 2011          | Stabæk        | Toppserien    | 0      | 0      | 0    | 0     | 0      | 0      |
| 2012          | Stabæk        | Toppserien    | 0      | 0      | 1    | 0     | 1      | 0      |
| 2013          | Stabæk        | Toppserien    | 2      | 0      | 0    | 0     | 2      | 0      |
| Career Всього | Career Всього | Career Всього | 31     | 20     | 3    | 0     | 34     | 20     |

## Фінали ITF
| Турніри $100,000 |
| Турніри $75,000  |
| Турніри $50,000  |
| Турніри $25,000  |
| Турніри $10,000  |

### Парний розряд Фінали: 5 (4-1)
| Результат | No | Дата             | Турнір              | Покриття   | Партнерка     | Суперниці у фіналі                   | Рахунок       |
| Перемога  | 1. | 4 лютого 1996    | Рунгстед, Данія     | Килим (i)  | Софі Альбінус | Софія Фінер Анніка Ліндстедт         | 3–6, 6–3, 6–4 |
| Перемога  | 2. | 22 грудня 1996   | Кейптаун, ПАР       | Тверде     | Шарлотте Оґор | Наталі Грандін Алісія Піллай         | 5–7, 6–2, 6–3 |
| Поразка   | 1. | 20 жовтня 1997   | Жуе-ле-Тур, Франція | Тверде (i) | Ева Дірберг   | Мілена Неквапілова Гана Шромова      | 7–5, 3–6, 4–6 |
| Перемога  | 3. | 19 січня 1998    | Бостад, Швеція      | Тверде (i) | Шарлотте Оґор | Габріела Хмелінова Міхаела Паштікова | 7–6(7–5), 6–3 |
| Перемога  | 4. | 2 листопада 1998 | Рунгстед, Данія     | Тверде (i) | Шарлотте Оґор | Ґюльберк Ґюльтекін Karina Karner     | 6–4, 6–2      |

## Особисте життя
Папе перебуває у стосунках з колишньою данською футболісткою Катрін Педерсен.